# 町田克己
町田 克己（まちだ かつみ、1943年3月11日 - ）は、日本競輪選手会群馬支部に所属していた元競輪選手。日本競輪学校第18期生。

## 受賞歴
- 第18期 新人賞
- 1964年 第十四回高松特別競輪 優勝
- 1967年 朝日新聞社杯争奪競輪王決定戦G1 5位
- 1967年 奈良特別競輪 優勝
- 1968年 岸和田特別競輪 優勝
- 1968年 いわき平G3 十八周年後節 優勝
- 1969年 一宮特別競輪 優勝
- 1970年　高松宮賜杯大津びわこ競輪　準優勝

その他、記念競輪優勝は10回。
1968年第十三回オールスター競輪（G1) 5着
生涯における一着の獲得回数は500回以上にのぼる。2001年、58歳まで現役選手として活躍した。

## 人物像
- 昭和40年代に興った「群馬大国」を築いた選手の一人。
- 1970年、この年は9月の開催となった高松宮杯競輪の決勝戦では、2着。この時、一着は田中博、3着に福島が入り、群馬勢が表彰台を独占、群馬王国を築き上げつつあった年でもあった。
- 逃げ、捲り、両方をこなした。
- 大怪我をしたあとでも見事な復帰を繰り返したことから「不死鳥」との異名も持つ。
- 愛用自転車は片倉シルク等を経て、最終的にレミントンに落ち着いた。
- 「朝起きドーナツ会」と呼ばれる練習グループで毎日早朝4時半より街道練習をしていた。練習後は地元前橋のミスタードーナツでコーヒーを飲むのが習慣だったために、そう呼ばれていた。
- 「自分には厳しく、他人には優しい」妥協の無い選手だった、と語られている。
- 1977年、地元前橋で行われたレースの際、反則選手の妨害によりリムとタイヤが破損し、まともに進める状態にも拘らず自力でゴールまで辿り着いた。